# Cerro Iglesia
Cerro Iglesia är en ort i Mexiko.   Den ligger i kommunen Huautla de Jiménez och delstaten Oaxaca, i den sydöstra delen av landet, 290 km sydost om huvudstaden Mexico City. Cerro Iglesia ligger 1 370 meter över havet och antalet invånare är 239.
Terrängen runt Cerro Iglesia är kuperad åt nordväst, men åt sydost är den bergig. Runt Cerro Iglesia är det ganska tätbefolkat, med 120 invånare per kvadratkilometer. Närmaste större samhälle är Huautla de Jiménez, 9,5 km väster om Cerro Iglesia. I omgivningarna runt Cerro Iglesia växer i huvudsak städsegrön lövskog.